# 버지니아주의 주지사

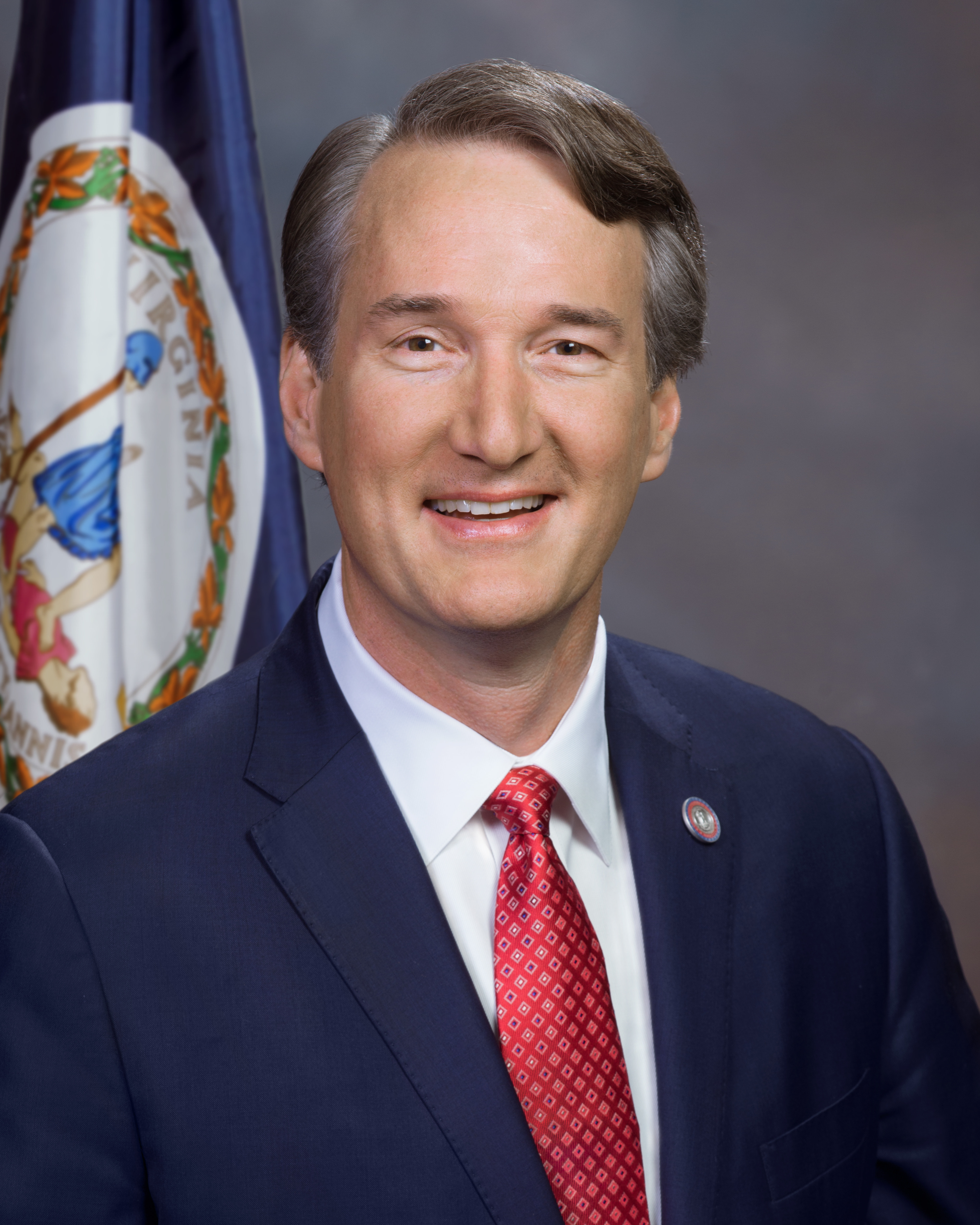
글렌 영킨 현 버지니아주지사

버지니아주의 주지사(영어: Governor of Virginia)는 4년 임기의 미국 버지니아주의 정부수반으로 재직한다. 현직인 글렌 영킨은 2022년 1월 15일에 취임 선서를 했다.

## 자격 요건
다른 주지사와 달리 버지니아주지사는 연임할 수 없다. 이들은 1830년 버지니아주의 두 번째 헌법이 채택된 이후 즉각적인 재선이 금지되어 있다. 그러나 전직 주지사는 향후 선거에서 연임할 수 있다. 1830년 이후 윌리엄 스미스와 밀스 고드윈 두 명의 주지사만 추가 임기로 선출되었다. 스미스의 두 번째 임기는 버지니아주가 연방에서 탈퇴한 후 이루어졌으며, 고드윈은 1973년 민주당 소속으로 공화당 소속으로 당선되면서 미국 역사상 두 주요 정당에서 모두 선출된 최초의 주지사가 되었다. 연임에 성공하지 못한 유일한 주지사는 패트릭 헨리와 제임스 먼로였으며, 조지 윌리엄 스미스는 공식 주지사가 되기 전에 주지사 대행을 두 번 역임했다.
버지니아주지사 선거에 출마하려면 각 후보자가 주 11개 의회 선거구에서 최소 400명의 자격을 갖춘 유권자의 서명을 포함하여 10,000명의 서명을 제출해야 한다.

## 칭호
버지니아주지사는 "경"으로 불리지만 의식적으로 적절한 경우 때때로 "각하"로 불릴 수 있다.